# Robert Wentorf
Robert Henry Wentorf Jr. (* 28. Mai 1926 in West Bend, Wisconsin; † 3. April 1997 in Easton) war ein US-amerikanischer Chemieingenieur. Er ist bekannt für die Synthese von kubischem Bornitrid (Borazon), dem nach Diamant härtesten bekannten Stoff.
Wentorf studierte an der University of Wisconsin mit dem Bachelor-Abschluss 1948 und der Promotion 1952 mit einer Dissertation über kritische Phänomene bei Kohlendioxid und Schwefelhexafluorid. Er war ab 1951 bei General Electric in deren Forschungslabor in Schenectady und Professor am Rensselaer Polytechnic Institute.
Neben seiner Synthese von Borazon stammen von ihm bedeutende Beiträge zur Diamantsynthese. Zum Beispiel erfand er einen Prozess um große Diamantkristalle in einem thermischen Gradienten zu züchten.
1965 erhielt er den Ipatieff Preis der American Chemical Society und 1977 den James C. McGroddy Prize for New Materials. 1979 wurde er Mitglied der National Academy of Engineering. Er wurde in die National Inventors Hall of Fame aufgenommen.